# Wspólnota administracyjna Wartenberg
Wspólnota administracyjna Wartenberg – wspólnota administracyjna (niem. Verwaltungsgemeinschaft) w Niemczech, w kraju związkowym Bawaria, w rejencji Górna Bawaria, w regionie Monachium, w powiecie Erding. Siedziba wspólnoty znajduje się w miejscowości Wartenberg.
Wspólnota administracyjna zrzesza jedną gminę targową (Markt) oraz dwie gminy wiejskie (Gemeinde): 
- Berglern, 2 579 mieszkańców, 19,89 km²
- Langenpreising, 2 671 mieszkańców, 27,50 km²
- Wartenberg, gmina targowa, 4 879 mieszkańców, 17,88 km²